# Рајнско злато
Рајнско злато је опера немачког композитора Рихарда Вагнера. То је прва опера у тетралогији Прстен Нибелунга, огромном и величанственом циклусу епских опера заснованих на старогерманској митологији за које је сам Вагнер написао либрета. Остале три опере у циклусу су Валкира, Зигфрид и Сумрак богова. Премијера Рајнског злата је изведена 22. септембра 1869. године у Народном позоришту у Минхену.

## Лица

### Богови
- Вотан, врховни бог, бас-баритон.
- Логе, полубог ватре, тенор.
- Фрика, Вотанова жена, богиња брака, мецосопран.
- Фреја, богиња младости, сопран.
- Донер, бог громовник, баритон.
- Фро, бог пролећа, тенор.
- Ерда, прамајка земље, алт.

### Нибелунзи
- Алберих, баритон.
- Миме, његов брат, тенор.

### Џинови
- Фазолт, бас.
- Фафнер, његов брат, бас.

### Рајнске кћери
- Воглинда, сопран.
- Велгунда, сопран.
- Флосхилда, мецосопран.

## Синопсис

### Сцена прва
Дно река Рајне. Три рајнске кћери (водене виле) весело пливају у реци. 
Из пукотине на дну излази патуљак Алберих и почиње, једној по једној, да им се удвара али га оне, згађење његовом ружноћом, одбијају и смеју му се. Алберих их увређено проклиње.
Под светлошћу зоре нешто засија у води; рајнске кћери одушевљено почну да играју око сјаја. Збуњени Алберих их упита шта је то; оне му објасне да је то чаробно рајнско злато које им је отац наложио да чувају. Ако би неко узео злато и од њега исковао прстен, уз помоћ тог прстена могао би да завлада читавим светом. Али да би неко успео да узме злато, мора најпре да се одрекне љубави, па се оне не плаше, јер, како верују, „све што живи жели да воли“. Алберих, међутим, видевши да љубав неће добити, одмах је се одриче и краде чаробно злато.

### Сцена друга
Планински врх. Вотан и његова жена Фрика се буде и у даљини угледају замак који су за њих изградили џинови, браћа Фазолт и Фафнер. Док се Вотан радује свом новом дому, Фрика страхује од цене градње: у замену за изградњу замка, Вотан је џиновима обећао прелепу богињу Фреју, Фрикину сестру. Он, како каже, не намерава да им је заиста преда, али Фрика је и даље забринута. Вотан приговара Фрики да га је сама молила за изградњу дворца, а сада га зато проклиње; она одговара да јој је дом био потребан како би Вотана држала уз себе, јер је била свесна његових неверстава.
У том тренутку дотрчи Фреја, бежећи од џинова, и моли Вотана за помоћ. За њом стижу и џинови, као и богови Донер и Фро, браћа Фрике и Фреје, и Вотан с муком зауставља крвопролиће. Када џиновима објашњава да не може да им преда Фреју, они су запањени, јер је Вотанова моћ заснована на договорима и он мора да одржи задату реч. Вотан тврди како им је Фреју обећао само у шали и одуговлачи, нестрпљиво чекајући Логеа.
Логе, бог ватре, стиже у прави час; њега остали богови не воле, сматрајући га преварантом, али Вотан високо цени његов савет. Логе скреће пажњу Вотану на богатство патуљака Нибелунга, као и на Алберихову крађу рајнског злата. Џинови су спремни да прихвате злато као награду, али Вотану дају времена само до вечери да га донесе; у међувремену, Фреју ће држати код себе. Ако злато до тада није ту, узеће Фреју. У том случају би и остали богови страдали, јер их златне јабуке из Фрејине баште одржавају вечно младима. 
Након одласка џинова и Фреје, Вотан и Логе силазе у Нибелхајм, подземни дом патуљака. Током овог силаска је чувен тренутак када се оркестар утишава, а зачује се хор од 18 наковања, који дочарава патње поробљених патуљака.

### Сцена трећа
Нибелхајм. Алберих је исковао прстен и уз помоћ њега поробио остале патуљке. Натерао је свог брата Мимеа да му од остатка рајнског злата начини чаробни шлем - Тарнхелм - који му дозвољава да се претвори у шта год пожели. Ишибавши Мимеа ради пуког задовољства, Алберих одлази са Тарнхелмом да терорише своје поданике.
Долазе Вотан и Логе и испитују Мимеа о Тарнхелму и Албериховом прстену. Затим се враћа Алберих са мноштвом патуљака који носе злато и стављају га на гомилу. Пуцајући бичем, Алберих напослетку вади и љуби свој прстен; када остали патуљци виде прстен, уз врисак се разбеже. 
Алберих се посвећује придошлицама. Хвали се како ће владати светом и како ће тада сви патити. Вотан је згрожен Албериховим намерама и пожели да га убије, али Логе га умирује. Овај се спрема да Албериха ухвати на превару: најпре од њега тражи да докаже моћ Тарнхелма тако што ће се претворити у змаја, а затим у жабу. Када се Алберих лакомо претвори у жабу, Вотан и Логе га хитро ухвате и поведу са собом. Враћају се на планински врх. Промена сцене је иста као и након друге сцене, али у супротном смеру.

### Сцена четврта
Планински врх. Вотан и Логе се враћају са Алберихом и приморавају га да им преда целокупно злато. Алберих дозове своје робове, који доносе злато и одлазе. Напослетку, Вотан од њега захтева и чаробни прстен. Алберих одбија, па му га Вотан лично скида са прста и ставља на свој. Алберих је очајан и на прстен баца страшну клетву: док му се не врати, свако ко га не поседује желеће га, а свако ко га поседује - умреће. Алберих с тим речима одлази.
Долазе остали богови, а ускоро и џинови са Фрејом. Фафнер је рад да узме благо, али Фазолт не жели да остави Фреју, коју жели да узме за жену. Да би одлучили да ли је злата довољно да замени Фреју, џинови почну да га гомилају око ње; напослетку, Фазолт и даље може да јој види косу. Вотан невољно баца Тарнхелм на гомилу. Фазолт, пак, још увек може да види Фрејино лепо око, и одлучно тврди да, све док може да га види, Фреје се неће одрећи. Џинови од Вотана траже и прстен, али овај ни у ком случају не намерава да им га преда. Тада се појављује тајанствена богиња земље и прорицања, Ерда, и упозорава Вотана да мора да преда прстен, иначе ће страдати. Уплашен, Вотан је послуша, и џинови ослобађају Фреју.
Фафнер одлучује да већи део злата треба њему да припадне, јер Фазолт са њим Фреју не би делио. Логе шапне Фазолту да узме само прстен, али Фафнер му га не да. Џинови се потуку и Фафнер убија Фазолта. Богови га ужаснуто посматрају док узима злато и прстен и одлази.
Напокон, богови се спремају да уђу у свој нови дом. Донер призива муњу да рашчисти чудну маглу која се била накупила у Фрејином одсуству (знак старења богова), а Фро ствара дугу до замка којом ће богови премостити небеса. Вотан екстатично пева речит поздрав свом замку и крсти га Валхала. Логе, који зна да се приближава крај богова, одбија да уђе са осталима у Валхалу. Он чак размишља да уништи остале богове и оно што су добили на превару.
Зачује се плач рајнских кћери за њиховим златом. Вотан их проклиње што му ремете мир и богови улазе у Валхалу. Пада завеса.